# Palaemon litoreus
Palaemon litoreus is een garnalensoort uit de familie van de Palaemonidae. De wetenschappelijke naam van de soort is voor het eerst geldig gepubliceerd in 1909 door McCulloch.